# Vườn quốc gia Hemis
Vườn quốc gia Hemis là một vườn quốc gia nằm ở phía đông của khu vực Ladakh, thuộc bang Jammu và Kashmir, Ấn Độ. Nơi đây nổi tiếng trên toàn cầu như là địa điểm tốt nhất để ngắm nhìn những con báo tuyết trong tự nhiên với mật độ báo tuyết được cho là nhiều hơn bất kỳ khu bảo tồn nào trên thế giới. Hemis là vườn quốc gia duy nhất của Ấn Độ nằm về phía Bắc của dãy Himalaya, là khu bảo tồn lớn nhất của Ấn Độ (do đó là cũng là vườn quốc gia lớn nhất Ấn Độ) đồng thời cũng là khu vực được bảo vệ tiếp giáp lớn thứ hai sau Khu dự trữ sinh quyển Nanda Devi. Vườn quốc gia là nhà của một số loài động vật có vú bị đe dọa bao gồm cả báo tuyết. Nó cũng là khu vực được bảo vệ duy nhất ở Ấn Độ nằm trong hệ sinh thái Cổ Bắc giới ngoài Khu bảo tồn Động vật Hoang dã Changtang ở phía Đông bắc và Khu bảo tồn Tso Lhamo ở Bắc Sikkim.
Vườn quốc gia Hemis được bao bọc bởi Sông Ấn ở phía Bắc bao gồm các phần của Markha, Sumdah, Rumbak và các bộ phận của dải Zanskar.

## Lịch sử
Được thành lập vào năm 1981 nhằm bảo vệ lưu vực Rumbak và Markha với diện tích khoảng 600 km2 (230 dặm vuông Anh). Đến năm 1988 với việc kết hợp thêm các vùng đất lân cận nó đã có diện tích lên tới 3.350 km2 (1.290 dặm vuông Anh). vào năm 1990, diện tích của vườn quốc gia Hemis đã là 4.400 km2 (1.700 dặm vuông Anh), khiến nó trở thành vườn quốc gia lớn nhất ở Nam Á.
Trong ranh giới vườn quốc gia là những người Tây Tạng Gompa và nhiều tháp Phù đồ. Một trong những địa danh Phật giáo nổi tiếng trong vườn quốc gia là Tu viện Hemis được thành lập vào năm 1672. Hemis cũng là một điểm trên Con đường tơ lụa của Tây Tạng. Hiện nay, vườn quốc gia là nơi sinh sống của khoảng 1.600 cư dân và là địa điểm du lịch, hành hương nổi tiếng mỗi dịp lễ hội Hemis Tsechu.

## Tự nhiên
thumb|Báo tuyết trong vườn quốc gia Hemis.
Vườn quốc gia nằm trong vùng sinh thái Thảo nguyên Cao nguyên Tây Tạng-Karakoram với những cánh rừng thông, cây bụi và đồng cỏ núi cao, lãnh nguyên núi cao.
Hemis là nơi nuôi dưỡng khoảng 200 con báo tuyết, đặc biệt tập trung nhiều ở lưu vực Rumbak. Ngoài ra là rất nhiều các loài động vật ăn cỏ khác là Cừu Argali (Cừu lớn Tây Tạng), Cừu Bharal (Cừu hoang Hymalaya), Cừu Urial (Cừu núi Trung Á) và số lượng ít loài dê núi Siberia. Vườn quốc gia là nơi ẩn náu duy nhất ở Ấn Độ của loài Cừu núi Trung Á.
Vườn quốc gia Hemis còn có một số loài động vật cực kỳ nguy cấp khác, chẳng hạn như sói Tây Tạng, Gấu nâu Á Âu, Cáo đỏ, Sóc chuột Himalaya, Triết núi, thỏ chuột Himalaya. Về các loài chim, nơi đây có rất nhiều những loài chim săn mồi quý hiếm bao gồm đại bàng vàng, Kền kền râu, Kền kền Himalaya. Thung lũng Rumbak cung cấp một địa điểm ngắm nhìn các loài chim, trong đó có một số loài không thể tìm thấy ở bất cứ nơi nào khác ở Ấn Độ. Tại đây, chúng ta có thể dễ dàng bắt gặp các loài Bạch yến trán đỏ, Gà tuyết Himalaya, Quạ mỏ đỏ, Đa Đa Chukar, Sẻ tuyết Tây Tạng..
Do nằm trong khu vực ít mưa của dãy Himalaya nên thực vật tại vườn quốc gia hầu hết là các loại chịu hạn tốt bao gồm Bách xù, Dương, Bạch dương và Lãnh sam. Trên những khu vực núi cao hơn thì chủ yếu là đồng cỏ và thảo nguyên núi cao. Khắp thung lũng là những loài cây bụi trong khi sườn núi ẩm ướt hơn đặc trưng bởi các loài thực vật núi cao. Một nghiên cứu được tiến hành đã chỉ ra rằng, vườn quốc gia là nơi có 15 loài cây thuốc quý hiếm và đang bị đe dọa như Acantholimon lycopodiodes, Arnebia euchroma, Artimisia maritima, Bergenia stracheyi, Ephedra gerardiana, Ferula jaeschkeana, và Hyoscyamus niger.

## Vấn đề môi trường
Vườn quốc gia này là nơi sinh sống của 1.600 người, với hoạt động chủ yếu là chăn nuôi gia cầm, dê và cừu. Điều này dẫn đến cuộc xung đột đáng kể giữa con người và động vật hoang dã. Báo tuyết tìm kiếm những con mồi là gia súc, đôi khi trong một cuộc đi săn, chúng giết rất nhiều con trong đàn gia súc đó. Nguyên nhân chính là do sự chăn thả quá mức của gia súc dẫn đến mất môi trường sống của một số loài động vật, trong đó có Cừu Hoang Himalaya, nguồn thức ăn của Báo tuyết.
Chi cục Bảo vệ động vật hoang dã thuộc Chính phủ bang Jammu và Kashmir là đơn vị trực tiếp giám sát Vườn Quốc gia Hemis. Bất cứ hoạt động khai thác tài nguyên trong vườn quốc gia đều bị cấm trừ khi được phép đặc biệt. Rất nhiều dư án về bả tồn đa dạng sinh hoc cải thiện sinh kế nông thôn ở Ladakh (bao gồm cả vườn quốc gia) đã được khởi xướng, chẳng hạn như dự án Bảo tồn Báo tuyết cho toàn bộ Khu dự trữ sinh quyển Himalaya, dự án du lịch sinh thái Ladakh hay Nhà ở Ladakh (một chương trình để cho khách du lịch tiếp cận với các nhà trọ là nhà của dân địa phương giúp tạo nguồn thu nhập bổ sung), Đào tạo và hướng nghiệp cho thanh niên ở tuổi lao động.v..v

## Văn hóa
Trong văn hóa, tu viện Hemis là một địa điểm hành hương lâu đời của Phật giáo Tây Tạng. Tuy nhiên, vào cuối những năm của thế kỷ 19 và đầu thế kỷ 20, tu viện đã thu hút một số sự chú ý do các tác phẩm của Nicolas Notovitch, một quý tộc và nhà báo người Nga, người tuyên bố rằng Chúa Giêsu đã từng có khoảng thời gian ở Tây Tạng và Ladakh, đặc biệt là tại vườn quốc gia Hemis. (xem Khoảng thời gian biến mất của Chúa Giêsu)
Vườn quốc gia, tu viện và khu bảo tồn Changtang từng là bối cảnh chính trong bộ phim tài liệu Riding Solo to the Top of the World, một bộ phim giành được rất nhiều Đề cử Giải thưởng Điện ảnh.

## Du lịch
Để đến được vườn quốc gia, Sân bay Leh Kushok Bakula Rimpochee ở huyện Loh là sân bay gần nhất, cách vườn quốc gia khoảng 5 km. Các phương tiện khác có thể là từ nhà ga xe lửa ở Kalka, Haryana hoặc thông qua Cao tốc Leh–Manali, Quốc lộ 1D nối Srinagar - Kargil - Leh.
Trong vườn quốc gia chỉ có con đường đi bộ từ giữa tháng 6-10. 

## Hình ảnh

Triết núi (Mustela altaica) tại vườn quốc gia Hemis.
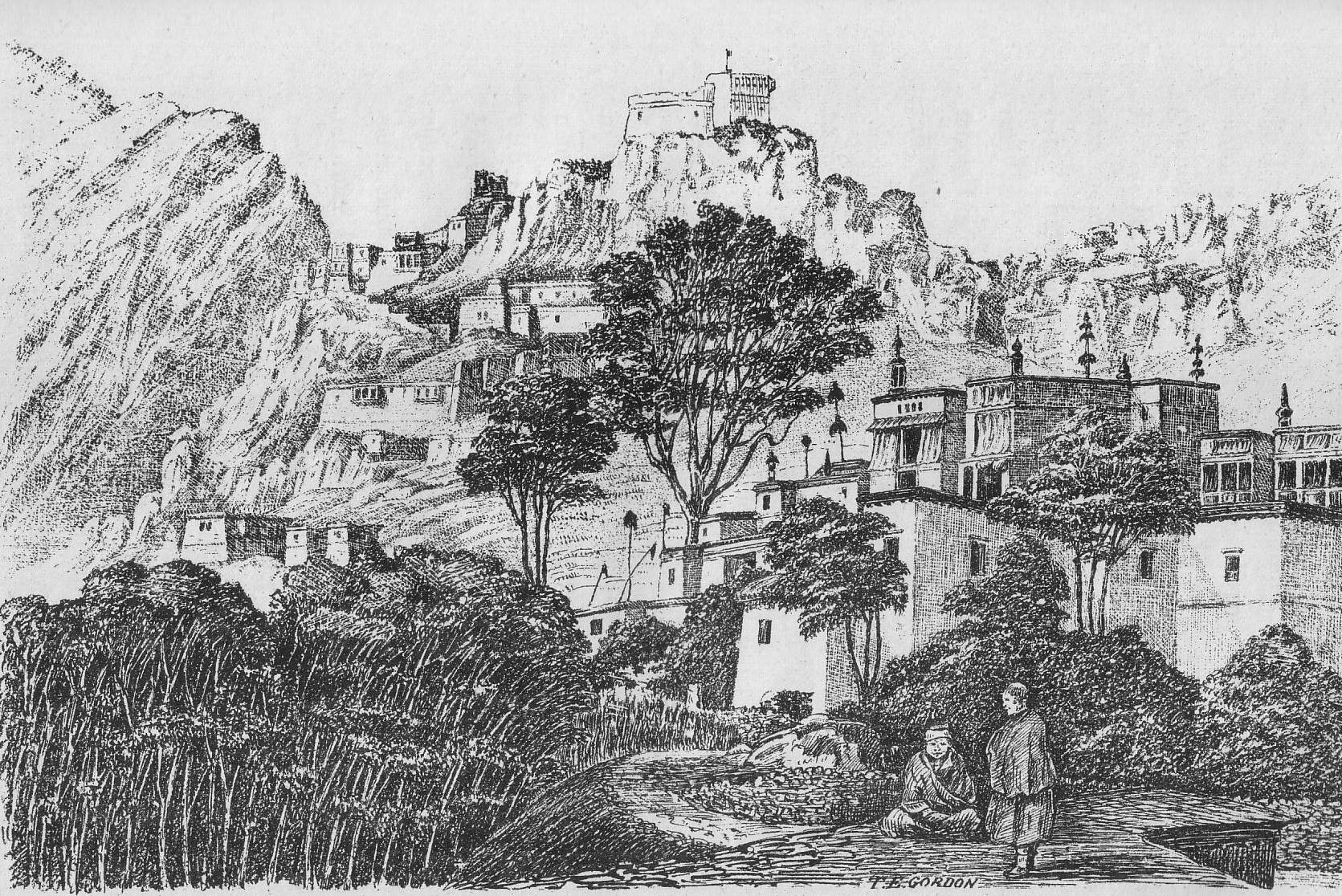
Tu viện Hemis vào những năm 1870
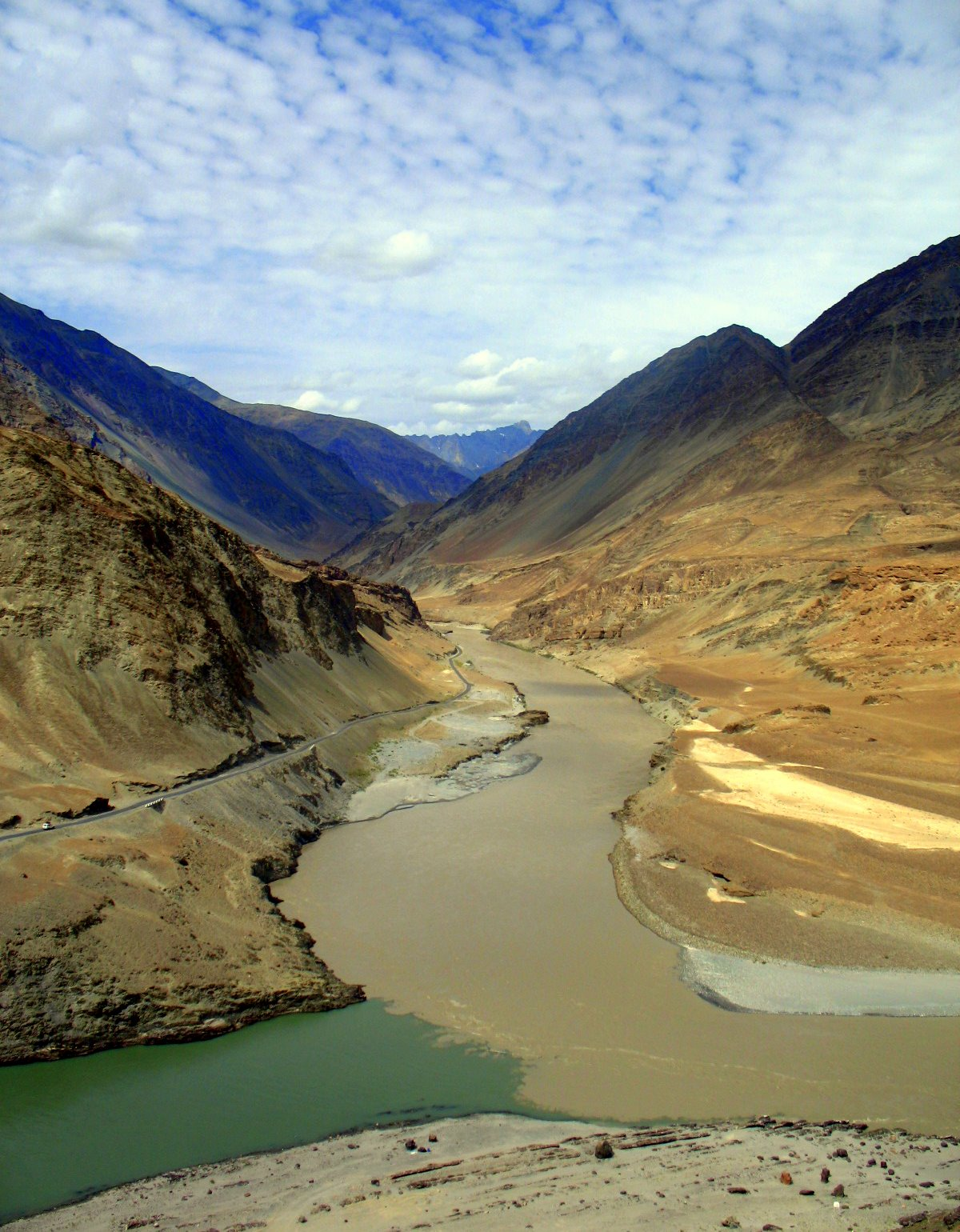
Hợp lưu của sông Zanskar và sông Ấn ở ranh giới vườn quốc gia
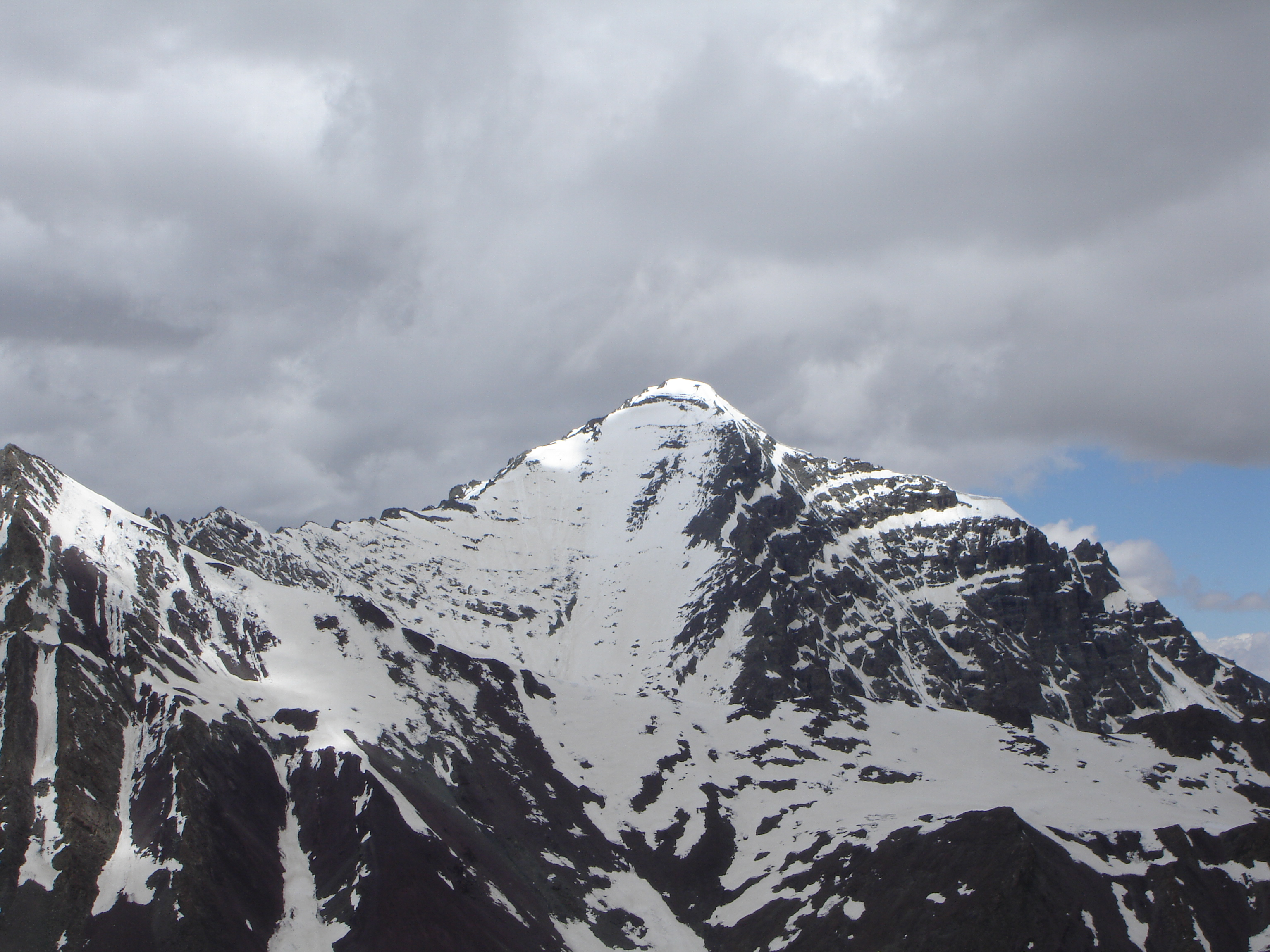
Stok Kangri, đỉnh cao nhất bên trong ranh giới vườn quốc gia.